# Bildstock in der Kehr

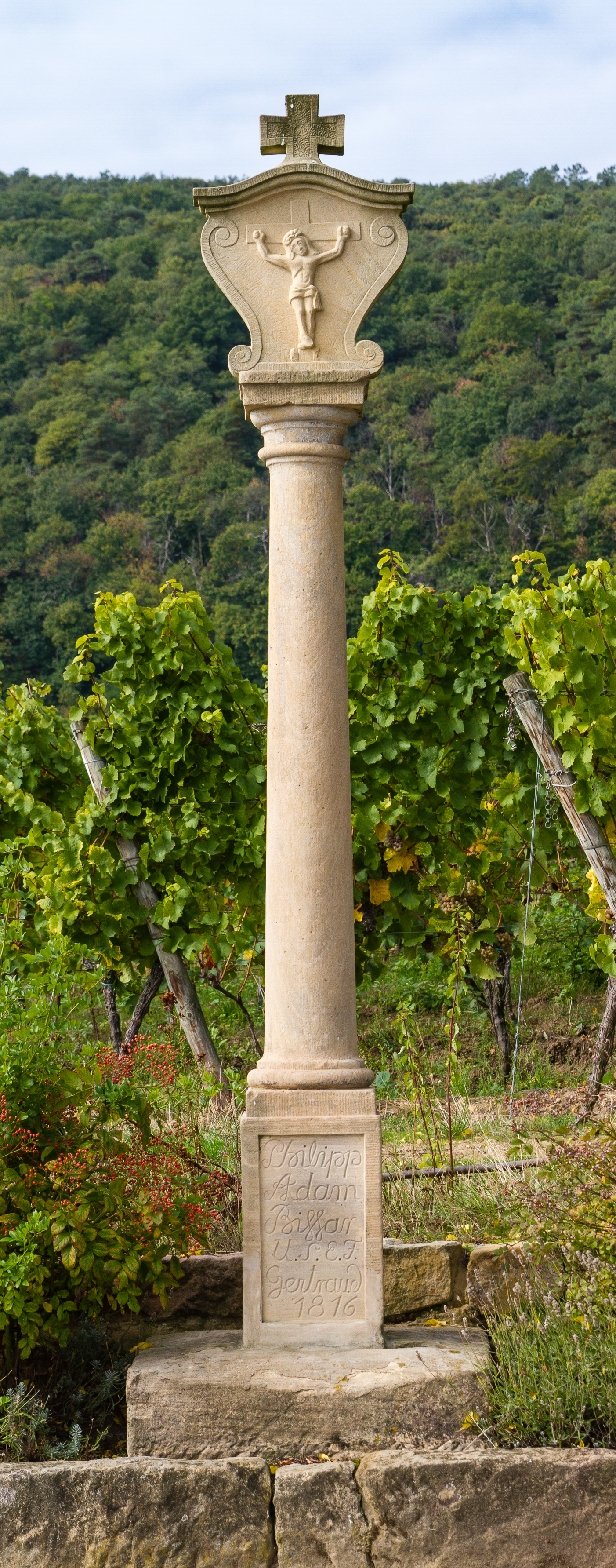
Bildstock in der Kehr

Der Bildstock in der Kehr auf der Gemarkung der pfälzischen Landstadt Deidesheim ist ein Flurdenkmal, das nach dem Denkmalschutzgesetz des Landes Rheinland-Pfalz als Kulturdenkmal eingestuft ist.
Der Bildstock steht etwa einen halben Kilometer nordwestlich von Deidesheim in der Flur „Kehr“ an einer Wegkreuzung. Der 300 cm hohe Bildstock aus Gelbsandstein steht auf einem Sockel. Auf diesem steht ein viereckiges Postament, dieses trägt die Inschrift „Philipp Adam Biffar U.S.E.F Gertraud 1816“; das Kürzel U.S.E.F bedeutet „und seine Ehefrau.“ Auf dem Postament steht eine nach oben schmaler werdende toskanische Säule, deren Kapitell eine abgestufte Platte auf Wulsten bildet. Der Aufsatz ist eine weitere Platte, die auf beiden Seiten von geschwungenen Voluten begrenzt ist. Vorne auf der Platte findet sich ein Relief des gekreuzigten Jesus von Nazaret. Der Aufsatz endet oben mit einem geschwungenen, profilierten Abschluss, der mit einem leicht angetatzten Kreuz bekrönt ist.
Es handelt sich hierbei um das einzige Exemplar in der Pfalz in der Gestalt von Bildstockkapitellen, einer Form, die bei Bildstöcken in Unterfranken im 18. und 19. Jahrhundert verbreitet war; eine Ausnahme ist der Bildstock aus dem Jahr 1863 beim Nachbarort Ruppertsberg (siehe Liste der Kulturdenkmäler in Ruppertsberg), der im Wesentlichen eine Nachbildung des Deidesheimer Modells darstellt.